# جازتل
جازتل (انگلیسی: Jazztel) شرکت مخابرات اسپانیایی است، که در سال ۱۹۹۸ توسط مارتین وارساوسکای تأسیس شد.